# Febe (satélite)
Febe es el satélite irregular más grande de Saturno. Fue descubierto por el astrónomo estadounidense William Henry Pickering en 1898. Tiene un diámetro de 220 km. Su distancia a Saturno es de 12 954 000 km y su masa es de 4,0x1018 kg. Posee una inclinación de su órbita de 175,3°. Refleja solo el 6 % de la luz solar que recibe. Tarda nueve horas en completar una rotación sobre su eje.
Orbita alrededor de Saturno en unos 18 meses (550,4 días) en dirección contraria a la de los demás satélites del planeta, en un plano más cercano al eclíptico que el plano ecuatorial de Saturno, Febe es un miembro del grupo nórdico de satélites irregulares.

## Historia

### Descubrimiento
Febe fue descubierto por William Henry Pickering el 17 de marzo de 1899 a partir de placas fotográficas tomadas desde el 16 de agosto de 1898 en la Estación Boyden del Observatorio de Carmen Alto cerca de Arequipa, Perú, por DeLisle Stewart. Fue el primer satélite que se descubrió fotográficamente.
Se nombró Febe (Titánide de la mitología griega).

## Formación
Febe se formó hace 4500 millones de años en la zona más alejada del sistema solar en una nebulosa. En los extremos exteriores del sistema solar, Febe fijó su posición inicial, en el cinturón de Kuiper, a una distancia entre 30 UA y 50 UA. Al internarse en el sistema solar fue atrapado por la gravedad de Saturno. Se trata, pues, de uno de los primitivos planetesimales que dieron origen al sistema planetario del Sol.

## Composición
Posiblemente, la superficie de Febe está formada de hielo, dióxido de carbono, hidratos, silicatos y compuestos químicos orgánicos. Su composición de hielo y roca es similar a la de Plutón y Tritón. 
Su superficie es muy fría, -163 °C de temperatura media (unos 110 °C por encima del cero absoluto) y se encuentra salpicada de multitud de cráteres, (cientos de impactos que conforman un paisaje escarpado y siniestro, deformado y accidentado). Posee un gran cráter de 50 km, fruto del cual pudieron producirse eyecciones a causa del enorme impacto, lo cual explicaría el origen del resto de las lunas pequeñas que orbitan alrededor de Saturno.
Febe está contenido dentro de un gran anillo según se ha descubierto mediante el telescopio Spitzer.

## Primer contacto, Voyager 2
El Voyager 2 en 1981, exploró su superficie a una distancia de 2,2 millones de km y encontró que Febe es bastante rojo, es un asteroide capturado con una composición sin modificar desde el momento en que se formó en el exterior del sistema solar. Tiene forma rugosa y esférica. También se parece a la clase común de asteroides oscuros carbonosos químicamente muy primitivos y se piensa que su estructura se compone de sólidos originados fuera del sistema solar, en la supuesta nube de gas y polvo a partir de la cual nacerían también los planetas.

## Segundo contacto, Cassini-Huygens

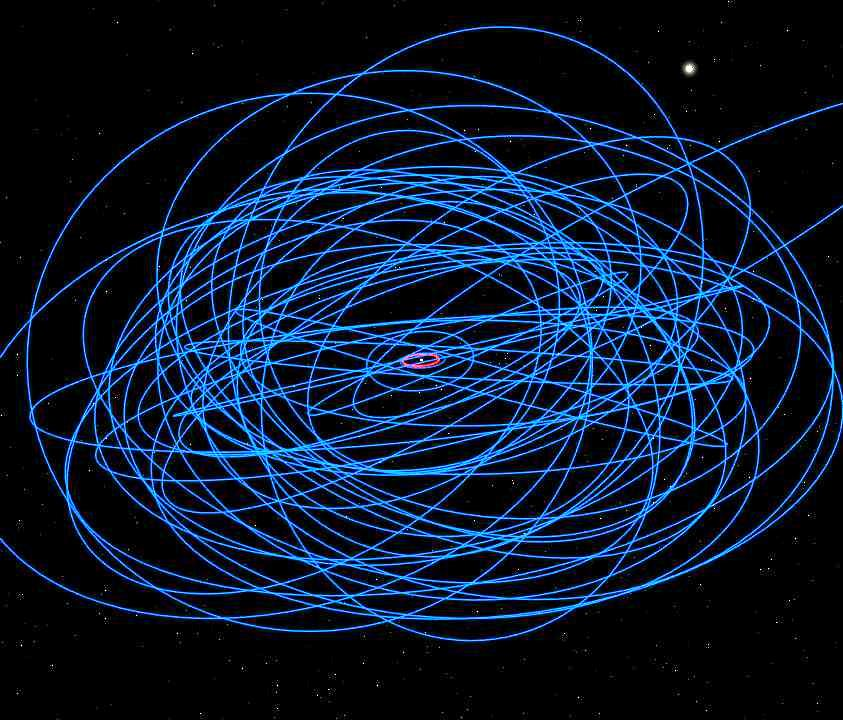
Órbitas de los satélites irregulares de Saturno

La misión Cassini-Huygens, sobrevoló Febe el 11 de junio de 2004. En esta ocasión se aproximó a tan solo 2068 km, mil veces más cerca que su antecesora Voyager 2. Hasta entonces, el conocimiento de esta luna era muy pobre, pero con la llegada de las primeras imágenes y mediciones, concluyeron su masa su naturaleza y las características de los materiales que la formaban.
Gracias a estos trabajos, se ha podido concretar que el origen de Febe tuvo lugar en regiones muy externas del sistema solar, tratándose de un objeto parental de Plutón y otros miembros del cinturón de Kuiper
La Sonda Cassini muestra que Febe es muy diferente a otros satélites de Saturno, no solo en lo referente a su órbita, sino también a las proporciones relativas de hielo y roca que la conforman. Recuerda mucho más a Plutón que a cualquier otro satélite de Saturno. Las imágenes llegadas desde las órbitas de Saturno gracias a la Cassini, desvelan claramente, una densidad de 1,6 g/cm³, las rocas poseen una proporción mucho mayor, teniendo el hielo una menor proporción (0,93 g/cm³). También se detectó CO2 atrapado en sus rocas. Estos datos revelan una composición de hielo y roca muy parecidas a las existentes en Plutón o Tritón. El siguiente paso será comprobar, si el material oscuro apreciado en los bordes de los cráteres de Febe, es de una composición parecida a las imágenes recibidas de otros satélites de Saturno.